# Forager
Forager es un personaje ficticio, creado para la editorial DC Comics, un superhéroe creado para la historieta Los Nuevos Dioses y fue creado por Jack Kirby como personaje secundario y menor de dicha serie.

## Biografía ficticia sobre el personaje

### Forager original
Este ser, que había evolucionado tras la propagación de la "micro-vida" creada a partir del nacimiento de Nuevo Génesis durante la guerra contra Apokolips, el pueblo de la raza de donde proviene Forager, son una sociedad de insectos humanoides que se desarrollaron unas colonias bajo de la superficie del planeta y según el estatus de su especie, eran los series más inferiores que habitaron Nuevo Génesis. Estas colonias eran gobernados por seres conocidos como la Reina-Viuda y el Primer-Uno. Viviendo a la sombra de la ciudad flotante de los Nuevos Dioses, "Supertown" (tanto de manera literal como figurativamente), estos insectos forman parte de una clase inferior de seres que habitan Nuevo Génesis y, que a veces son el blanco de los prejuicios de los mismos dioses.
Aunque Forager se caracterizó por se el único de su especie en ser reconocido y ser elevado entre la nación de insectos, se dio a entender en las páginas New Gods #9 que es, de hecho, que no hace parte de su especie y que podría ser de la raza de los dioses. Su verdadero origen de fondo no es explorado completamente. Cuando se ve amenazada la sociedad de donde crio, la sociedad insectoide, Forager sería enviado por los gobernantes de su colonia para implorar ante los dioses por su ayuda. Con la ayuda de Orion y Lightray, impiden que el villano Mantis ocasione una matanza de las especies de su sociedad de insectos.
Inicialmente eran tratados como subhumanos por los Nuevos Dioses, en particular por un exaltado Orion, Forager le demuestra que podía ser un aliado digno contra las fuerzas de Darkseid. Durante su estancia en la Tierra, salva la vida de Batman sacrificandose, y logra prevenir la destrucción de la Tierra evitando la obtención de la ecuación de la anti-vida durante los acontecimientos ocurridos en el evento denominado Cosmic Odyssey. Más tarde, Orion lleva el cuerpo de Forager al imperio de los insectos, por mandato del Alto Padre, y poco a poco logra ganarse respetar tanto como guerrero así como de su pueblo.

### Forager Woman
Un segundo personaje aparecería como el segundo Forager, esta vez resulta ser una hembra de la misma especie del Forager original, aparece como la nueva defensora de los Insectos en una serie posterior al cómic de los Nuevos Dioses en 1989. Ella recibe el nombre por parte de las personas insecto en honor a su más noble campeón caído, por parte de Reina-Viuda y el Primer-Uno.
Ella aparecería de nuevo en la Countdown #40 en una misión de espionaje tratando de averiguar los planes que de Darkseid acerca de la muerte de Lightray, más tarde reclutaría a Jimmy Olsen para ayudarla a detener las muertes de los Nuevos Dioses. Más adelante estos dos personajes se envuelven en una relación romántica. Con el transcurso de la serie, ella y los otros protagonistas de la maxiserie Cuenta Regresiva a Crisis Final, serían testigos de la Muerte de los Nuevos Dioses, el evento denominado el "Gran Desastre" y la manera de como se corrompió los poderes de Mary Marvel. En el último número, termina su relación con Jimmy y une fuerzas con Donna Troy, Atom y Kyle Rayner uniéndose a los Challenger from Beyond, declarando que los monitores van a estar actuando como "guardias fronterizos" del multiverso en el futuro.

### DC's Young Animal
Tras el reboot de la continuidad causada por la estrategia comercial de Los Nuevos 52, y con la iniciativa DC: Renacimiento, DC Comics creó un nuevo sello editorial, llamado Young Animal, en el que Forager adquiere su primer cómic en solitario, denominado Bug!: The Adventures of Forager, en la que se centrará en una aventura por el Multiverso.

## Poderes y habilidades
Forager retiene muchos de los atributos de los Nuevo Dioses, que incluyen fuerza, resistencia, velocidad y reflejos sobrehumanos. La increíble fuerza de Forager le permite derrotar a enemigos mucho más corpulentos y ejecutar saltos de varios metros de altura con suma facilidad. Además puede correr a gran velocidad sin fatigarse. El también es extremadamente longevo e inmune a las enfermedades. Forager es un guerrero consumado, fortalecido por la dura vida de la caza, la supervivencia y por su naturaleza de ser inferior, un insecto a las sombras de los Nuevos Dioses. Aparte de sus habilidades naturales, Forager lleva una variedad de herramientas que incluye un escudo, una almohadillas adhesivas en sus guantes y botas que le permiten adherirse a cualquier superficie sólida, su mejor arma es el acid-pods, que le permite disparar corrientes de ácido, con el que quema a sus adversarios.

## Apariciones en otros medios

### Televisión
- Forager estuvo presente en las series animadas de Superman: la serie animada y Liga de la Justicia.

- Forager aparece como personaje principal en la tercera temporada de Justicia Joven: Outsider, siendo expulsado de su colmena por a ayudar al equipo durante una misión en Nuevo Génesis. Luego se muda con Señorita Marciana y Superboy, y une a los Outsider de Dick Grayson.